# 대구지방국세청 정보화센터
대구지방국세청 정보화센터는 대한민국 국세청 대구지방국세청 소속기관으로 지방국세청 중 가장 먼저 개소하였으며 30~40명의 인원이 근무하고 있다. 대구광역시 중구 원대로 124 구 대구세무서 청사에 위치하고 있다.

## 주요 업무
- 신고서 입력 및 오류 정정 등 전산 입력 업무 통합 관리

## 같이 보기
- 서울지방국세청 정보화센터
- 부산지방국세청 정보화센터
- 광주지방국세청 정보화센터
- 대전지방국세청 정보화센터